# Пали (језик)
Пали је древни пракрит језик, сродан санскрту, који се говорио на северу Индије. То је језик раног будизма на којем је записан пали канон (типитака) и литургијски језик теравада будистичке школе.
Реч пали једноставно значи "ред текста", али је временом почела да се користи као назив за језик којим је записан канон тераваде.

## Настанак и развој
Генеза пали језика није сасвим јасна, али свакако је северноиндијског порекла. По времену настанка, пали је средњоиндијски језик, дакле млађи од санскрта. Неки савремени филолози мисле да је пали заправо језик западне и централне Индије, док други тврде да се ради искључиво о језику текстова, заснованом на једном од варијанти древног индијског језика магадхи.

### Географско порекло
Постоји стална конфузија у вези са односом палија према народном језику који се говорио у древном краљевству Магада, које се налазило у данашњем Бихару и око данашњег Бенгала. Почевши од Теравадског коментара, пали је идентификован са 'магадским', језиком краљевства Магада, и то је такође био језик који је Буда користио током свог живота. У 19. веку, британски оријенталиста Роберт Цезар Чајлдерс тврдио је да је право или географско име пали језика магади пракрит, и да пошто pāḷi значи „линија, ред, низ“, рани будисти су проширили значење израза на „низ књига“, те pāḷibhāsā значи „језик текстова“.
Међутим, модерна наука је пали сматрала мешавином неколико пракритских језика из око 3. века пре нове ере, комбинованих и делимично санскритизованих. Не постоји потврђени дијалект средњег индоаријевског језика са свим карактеристикама палија.‍:5 У модерној ери, било је могуће упоредити пали са натписима за које се зна да су на магади пракриту, као и другим текстовима и граматикама тог језика. Иако ниједан од постојећих извора не документује посебно преашокан магахи, доступни извори сугеришу да пали није равноправан са тим језиком.
Савремени научници генерално сматрају да пали потиче из западног дијалекта, а не из источног. Пали има неке сличности и са западним Ашоканским едиктима у Гирнару у Саураштри и са централно-западним пракритом који се налази на источном Хатигумпином натпису.‍:5 Ове сличности наводе научнике да повезују пали са овим регионом западне Индије. Упркос томе, пали задржава неке источњачке карактеристике које се називају магадизми.

## Будин језик
Буда је охрабривао ученике да употребљавају своје дијалекте. Он је говорио да ниједан језик није бољи од било којег другог за преношење истине и отуда и његове речи: "Допуштам вам да Будине речи учите свако на свом језику" (Вин. II,139).
Традиционални будисти верују да је Буда говорио пали, иако је то данас углавном оспорено. Према предању, у Будино време санскрит је био „високи“ језик којим се говорило на дворовима и међу свештеницима и интелектуалцима, и управо је то разлог зашто је Буда одбио да своје проповеди излаже на санскрту и уместо тога је подучавао на говорном пали језику (Вин.II,139). Желео је да његово учење буде доступно свима, а не само уској елити.
Пали, језик теравада канона, био је један од оних дијалеката којим се говорило у Аванти провинцији, али не и језик на којем је Буда подучавао. Због тога се употреби пали терминологије не даје приоритет у односу на будистички санскрит, врсту санскрита која садржи много пракртских речи (пракрит, народни језик, за разлику од санскрита).

## Језик тераваде
На палију је сачувана Типитака какву данас имамо, иако су делови канона сачувани и на санскрту, на којему није изворно састављен. На палију је написана и голема коментарска литература, између осталог и Будагосина дела и Milindapanho.
Теравада будисти пали одувек сматрају светим језиком и многи од њих верују да је Дхамму могуће потпуно разумети једино уз познавање палија. Све донедавно све књиге о теравади — хронике, песме, коментари, приче итд. — биле су писане на палију. Сваки образованији монах са Шри Ланке, Бурме или Тајланда добро зна пали.

## Алфабет
Пали алфабет састоји се од 41 слова - 8 вокала и 33 сугласника. Овај језик нема посебно писмо, већ су коришћена писма разних земаља за записивање пали текстова: у Индији нагари, на Шри Ланки синхалешко, у Бурми бурманско и у Тајланду камбоџанско писмо. У данашње време је латинично писмо постало међународни стандард.